# Ipswich (Anglia)
Ipswich város az Egyesült Királyságban, Angliában, Suffolk grófság székhelye, valamint kikötő az Orwell folyónál. Lakossága 134 ezer fő volt 2012-ben.
A középkorban Suffolk gyapjúfeldolgozó iparának köszönhetően virágzó várossá vált. Az ország kereskedelmének fejlődése, majd az EU-hoz való csatlakozása révén kibővült a kikötője és megnövekedett annak forgalma.